# Врятувати Грейс (телесеріал)
Врятувати Грейс (англ. Saving Grace) — американський телесеріал з Голлі Гантер у головній ролі. У період з 2007 по 2010 роки за три сезони вийшло 46 епізодів, які транслювалися на TNT.

## Опис фільму
Грейс Ханадарко — детектив із серйозними емоційними проблемами. Вона спить із одруженим чоловіком (та й не одним), весь свій вільний час проводить із пляшкою віскі та не вірить у те, що Бог може допомогти людям. Вона зовсім розчарувалася в житті і їй плювати як на себе, так і на інших. Але одного разу із нею відбувається диво: неабияк набравшись у барі вона сідає за кермо та на смерть збиває людину і бачить перед собою ангела. Служитель раю представляється Ерлом і передає Грейс послання — Господь дає їй останній шанс…